# Eurytoma tepicensis
Eurytoma tepicensis is een vliesvleugelig insect uit de familie Eurytomidae. De wetenschappelijke naam is voor het eerst geldig gepubliceerd in 1895 door Ashmead.